# Concacaf Nations League B 2019/2020
Concacaf Nations League B 2019/2020 spelades mellan 5 september och 19 november 2019.

## Nationer
- Aruba
- Antigua och Barbuda
- Belize
- El Salvador
- Dominica
- Dominikanska republiken
- Franska Guyana
- Grenada
- Guyana
- Jamaica
- Montserrat
- Nicaragua
- Saint Kitts och Nevis
- Saint Lucia
- Saint Vincent och Grenadinerna
- Surinam

## Grupper

### Grupp A
| Nr | Lag                   | S | V | O | F | GM | IM | MS | P  |
| -- | --------------------- | - | - | - | - | -- | -- | -- | -- |
| 1  | Grenada               | 6 | 4 | 2 | 0 | 8  | 4  | +4 | 14 |
| 2  | Franska Guyana        | 6 | 2 | 2 | 2 | 8  | 6  | +2 | 8  |
| 3  | Belize                | 6 | 2 | 0 | 4 | 6  | 12 | −6 | 6  |
| 4  | Saint Kitts och Nevis | 6 | 1 | 2 | 3 | 8  | 8  | 0  | 5  |

|             | 5 september 2019 | Grenada                              | 2 – 1           | Saint Kitts och Nevis | Kirani James Athletic Stadium                 |                                               |
| 18:00 UTC−4 | 18:00 UTC−4      | Kairo Mitchell 19′ Jamal Charles 82′ | (1 – 0) Rapport | 57′ Tahir Hanley      | St. George's Domare: Kevin Morrison (Jamaica) | St. George's Domare: Kevin Morrison (Jamaica) |
| 18:00 UTC−4 | 18:00 UTC−4      |                                      |                 |                       | St. George's Domare: Kevin Morrison (Jamaica) | St. George's Domare: Kevin Morrison (Jamaica) |
| 18:00 UTC−4 | 18:00 UTC−4      |                                      |                 |                       | St. George's Domare: Kevin Morrison (Jamaica) | St. George's Domare: Kevin Morrison (Jamaica) |

| [ a ]       | 5 september 2019 | Franska Guyana | 3 – 0 | Belize | Stade Municipal Dr. Edmard Lama |         |
| 21:00 UTC−3 | 21:00 UTC−3      |                |       |        | Cayenne                         | Cayenne |
| 21:00 UTC−3 | 21:00 UTC−3      |                |       |        | Cayenne                         | Cayenne |
| 21:00 UTC−3 | 21:00 UTC−3      |                |       |        | Cayenne                         | Cayenne |

|             | 8 september 2019 | Belize            | 1 – 2           | Grenada                                        | Isidoro Beaton Stadium                    |                                           |
| 16:00 UTC−6 | 16:00 UTC−6      | Deon McCauley 24′ | (1 – 0) Rapport | 59′ (str.) Arthur Paterson 90+3′ Jamal Charles | Belmopan Domare: Erick Lezama (Nicaragua) | Belmopan Domare: Erick Lezama (Nicaragua) |
| 16:00 UTC−6 | 16:00 UTC−6      |                   |                 |                                                | Belmopan Domare: Erick Lezama (Nicaragua) | Belmopan Domare: Erick Lezama (Nicaragua) |
| 16:00 UTC−6 | 16:00 UTC−6      |                   |                 |                                                | Belmopan Domare: Erick Lezama (Nicaragua) | Belmopan Domare: Erick Lezama (Nicaragua) |

|             | 8 september 2019 | Saint Kitts och Nevis              | 2 – 2           | Franska Guyana                        | Warner Park                                    |                                                |
| 19:00 UTC−4 | 19:00 UTC−4      | G'Vaune Amory 50′ Rowan Liburd 75′ | (0 – 1) Rapport | 23′ Miguel Haabo 53′ (str.) Alex Éric | Basseterre Domare: Melvin Matamoros (Honduras) | Basseterre Domare: Melvin Matamoros (Honduras) |
| 19:00 UTC−4 | 19:00 UTC−4      |                                    |                 |                                       | Basseterre Domare: Melvin Matamoros (Honduras) | Basseterre Domare: Melvin Matamoros (Honduras) |
| 19:00 UTC−4 | 19:00 UTC−4      |                                    |                 |                                       | Basseterre Domare: Melvin Matamoros (Honduras) | Basseterre Domare: Melvin Matamoros (Honduras) |

|             | 10 oktober 2019 | Franska Guyana | 0 – 0   | Grenada | Stade Municipal Dr. Edmard Lama                         |                                                         |
| 21:00 UTC−3 | 21:00 UTC−3     |                | Rapport |         | Cayenne Domare: Tristley Bassue (Saint Kitts och Nevis) | Cayenne Domare: Tristley Bassue (Saint Kitts och Nevis) |
| 21:00 UTC−3 | 21:00 UTC−3     |                |         |         | Cayenne Domare: Tristley Bassue (Saint Kitts och Nevis) | Cayenne Domare: Tristley Bassue (Saint Kitts och Nevis) |
| 21:00 UTC−3 | 21:00 UTC−3     |                |         |         | Cayenne Domare: Tristley Bassue (Saint Kitts och Nevis) | Cayenne Domare: Tristley Bassue (Saint Kitts och Nevis) |

|             | 10 oktober 2019 | Belize | 0 – 4           | Saint Kitts och Nevis                                      | Isidoro Beaton Stadium                    |                                           |
| 15:00 UTC−6 | 15:00 UTC−6     |        | (0 – 1) Rapport | 12′ Omari Sterling-James 48′ (str.), 56′, 63′ Rowan Liburd | Belmopan Domare: Sergio Reyna (Guatemala) | Belmopan Domare: Sergio Reyna (Guatemala) |
| 15:00 UTC−6 | 15:00 UTC−6     |        |                 |                                                            | Belmopan Domare: Sergio Reyna (Guatemala) | Belmopan Domare: Sergio Reyna (Guatemala) |
| 15:00 UTC−6 | 15:00 UTC−6     |        |                 |                                                            | Belmopan Domare: Sergio Reyna (Guatemala) | Belmopan Domare: Sergio Reyna (Guatemala) |

|             | 13 oktober 2019 | Saint Kitts och Nevis | 0 – 1           | Belize                | Warner Park                                    |                                                |
| 18:00 UTC−4 | 18:00 UTC−4     |                       | (0 – 1) Rapport | 3′ (str.) Elroy Smith | Basseterre Domare: Jaime Herrera (El Salvador) | Basseterre Domare: Jaime Herrera (El Salvador) |
| 18:00 UTC−4 | 18:00 UTC−4     |                       |                 |                       | Basseterre Domare: Jaime Herrera (El Salvador) | Basseterre Domare: Jaime Herrera (El Salvador) |
| 18:00 UTC−4 | 18:00 UTC−4     |                       |                 |                       | Basseterre Domare: Jaime Herrera (El Salvador) | Basseterre Domare: Jaime Herrera (El Salvador) |

|             | 13 oktober 2019 | Grenada           | 1 – 0           | Franska Guyana | Kirani James Athletic Stadium                |                                              |
| 19:00 UTC−4 | 19:00 UTC−4     | Jamal Charles 67′ | (0 – 0) Rapport |                | St. George's Domare: Bryan López (Guatemala) | St. George's Domare: Bryan López (Guatemala) |
| 19:00 UTC−4 | 19:00 UTC−4     |                   |                 |                | St. George's Domare: Bryan López (Guatemala) | St. George's Domare: Bryan López (Guatemala) |
| 19:00 UTC−4 | 19:00 UTC−4     |                   |                 |                | St. George's Domare: Bryan López (Guatemala) | St. George's Domare: Bryan López (Guatemala) |

|             | 14 november 2019 | Saint Kitts och Nevis | 0 – 0   | Grenada | Warner Park                                   |                                               |
| 15:00 UTC−4 | 15:00 UTC−4      |                       | Rapport |         | Basseterre Domare: Daneon Parchment (Jamaica) | Basseterre Domare: Daneon Parchment (Jamaica) |
| 15:00 UTC−4 | 15:00 UTC−4      |                       |         |         | Basseterre Domare: Daneon Parchment (Jamaica) | Basseterre Domare: Daneon Parchment (Jamaica) |
| 15:00 UTC−4 | 15:00 UTC−4      |                       |         |         | Basseterre Domare: Daneon Parchment (Jamaica) | Basseterre Domare: Daneon Parchment (Jamaica) |

|             | 14 november 2019 | Belize                         | 2 – 0           | Franska Guyana | Isidoro Beaton Stadium                    |                                           |
| 17:00 UTC−6 | 17:00 UTC−6      | Ean Lewis 4′ Deon McCaulay 70′ | (1 – 0) Rapport |                | Belmopan Domare: Erick Lezama (Nicaragua) | Belmopan Domare: Erick Lezama (Nicaragua) |
| 17:00 UTC−6 | 17:00 UTC−6      |                                |                 |                | Belmopan Domare: Erick Lezama (Nicaragua) | Belmopan Domare: Erick Lezama (Nicaragua) |
| 17:00 UTC−6 | 17:00 UTC−6      |                                |                 |                | Belmopan Domare: Erick Lezama (Nicaragua) | Belmopan Domare: Erick Lezama (Nicaragua) |

|             | 17 november 2019 | Franska Guyana                            | 3 – 1           | Saint Kitts och Nevis | Stade Municipal Dr. Edmard Lama       |                                       |
| 19:00 UTC−3 | 19:00 UTC−3      | Jessy Marigard 19′, 28′ Joël Sarrucco 76′ | (2 – 1) Rapport | 11′ Tyquan Terrell    | Cayenne Domare: Oscar Macías (Mexiko) | Cayenne Domare: Oscar Macías (Mexiko) |
| 19:00 UTC−3 | 19:00 UTC−3      |                                           |                 |                       | Cayenne Domare: Oscar Macías (Mexiko) | Cayenne Domare: Oscar Macías (Mexiko) |
| 19:00 UTC−3 | 19:00 UTC−3      |                                           |                 |                       | Cayenne Domare: Oscar Macías (Mexiko) | Cayenne Domare: Oscar Macías (Mexiko) |

|             | 17 november 2019 | Grenada                     | 3 – 2           | Belize                              | Kirani James Athletic Stadium                       |                                                     |
| 19:00 UTC−4 | 19:00 UTC−4      | Jamal Charles 14′, 59′, 68′ | (1 – 1) Rapport | 32′ Ian Gaynair 55′ Michael Salazar | St. George's Domare: José Raúl Torres (Puerto Rico) | St. George's Domare: José Raúl Torres (Puerto Rico) |
| 19:00 UTC−4 | 19:00 UTC−4      |                             |                 |                                     | St. George's Domare: José Raúl Torres (Puerto Rico) | St. George's Domare: José Raúl Torres (Puerto Rico) |
| 19:00 UTC−4 | 19:00 UTC−4      |                             |                 |                                     | St. George's Domare: José Raúl Torres (Puerto Rico) | St. George's Domare: José Raúl Torres (Puerto Rico) |

### Grupp B
| Nr | Lag                     | S | V | O | F | GM | IM | MS | P  |
| -- | ----------------------- | - | - | - | - | -- | -- | -- | -- |
| 1  | El Salvador             | 6 | 5 | 0 | 1 | 10 | 1  | +9 | 15 |
| 2  | Montserrat              | 6 | 2 | 2 | 2 | 4  | 5  | −1 | 8  |
| 3  | Dominikanska republiken | 6 | 2 | 1 | 3 | 5  | 5  | 0  | 7  |
| 4  | Saint Lucia             | 6 | 1 | 1 | 4 | 2  | 10 | −8 | 4  |

|             | 7 september 2019 | Montserrat                          | 2 – 1           | Dominikanska republiken | Blakes Estate Stadium                    |                                          |
| 15:00 UTC−4 | 15:00 UTC−4      | James Comley 29′ Adrian Clifton 65′ | (1 – 1) Rapport | 23′ Josh García         | Lookout Domare: Sergio Reyna (Guatemala) | Lookout Domare: Sergio Reyna (Guatemala) |
| 15:00 UTC−4 | 15:00 UTC−4      |                                     |                 |                         | Lookout Domare: Sergio Reyna (Guatemala) | Lookout Domare: Sergio Reyna (Guatemala) |
| 15:00 UTC−4 | 15:00 UTC−4      |                                     |                 |                         | Lookout Domare: Sergio Reyna (Guatemala) | Lookout Domare: Sergio Reyna (Guatemala) |

|             | 7 september 2019 | El Salvador                                                    | 3 – 0           | Saint Lucia | Estadio Cuscatlán                             |                                               |
| 20:00 UTC−6 | 20:00 UTC−6      | Narciso Orellana 7′ Darwin Cerén 73′ (str.) Nelson Bonilla 87′ | (1 – 0) Rapport |             | San Salvador Domare: Óscar Moncada (Honduras) | San Salvador Domare: Óscar Moncada (Honduras) |
| 20:00 UTC−6 | 20:00 UTC−6      |                                                                |                 |             | San Salvador Domare: Óscar Moncada (Honduras) | San Salvador Domare: Óscar Moncada (Honduras) |
| 20:00 UTC−6 | 20:00 UTC−6      |                                                                |                 |             | San Salvador Domare: Óscar Moncada (Honduras) | San Salvador Domare: Óscar Moncada (Honduras) |

|             | 10 september 2019 | Montserrat             | 1 – 1           | Saint Lucia               | Blakes Estate Stadium                     |                                           |
| 16:00 UTC−6 | 16:00 UTC−6       | Spencer Weir-Daley 45′ | (1 – 0) Rapport | 87′ (str.) Kurt Frederick | Lookout Domare: Nelson Salgado (Honduras) | Lookout Domare: Nelson Salgado (Honduras) |
| 16:00 UTC−6 | 16:00 UTC−6       |                        |                 |                           | Lookout Domare: Nelson Salgado (Honduras) | Lookout Domare: Nelson Salgado (Honduras) |
| 16:00 UTC−6 | 16:00 UTC−6       |                        |                 |                           | Lookout Domare: Nelson Salgado (Honduras) | Lookout Domare: Nelson Salgado (Honduras) |

|             | 10 september 2019 | Dominikanska republiken | 1 – 0           | El Salvador | Estadio Cibao FC                                           |                                                            |
| 18:00 UTC−4 | 18:00 UTC−4       | Jairo Bueno 7′          | (1 – 0) Rapport |             | Santiago de los Caballeros Domare: Oshane Nation (Jamaica) | Santiago de los Caballeros Domare: Oshane Nation (Jamaica) |
| 18:00 UTC−4 | 18:00 UTC−4       |                         |                 |             | Santiago de los Caballeros Domare: Oshane Nation (Jamaica) | Santiago de los Caballeros Domare: Oshane Nation (Jamaica) |
| 18:00 UTC−4 | 18:00 UTC−4       |                         |                 |             | Santiago de los Caballeros Domare: Oshane Nation (Jamaica) | Santiago de los Caballeros Domare: Oshane Nation (Jamaica) |

|             | 12 oktober 2019 | Dominikanska republiken                                    | 3 – 0           | Saint Lucia | Estadio Olímpico Félix Sánchez                    |                                                   |
| 18:00 UTC−4 | 18:00 UTC−4     | Jean Carlos López 34′ Dorny Romero 52′ Rudolf González 85′ | (1 – 0) Rapport |             | Santo Domingo Domare: Nitzar Sandoval (Nicaragua) | Santo Domingo Domare: Nitzar Sandoval (Nicaragua) |
| 18:00 UTC−4 | 18:00 UTC−4     |                                                            |                 |             | Santo Domingo Domare: Nitzar Sandoval (Nicaragua) | Santo Domingo Domare: Nitzar Sandoval (Nicaragua) |
| 18:00 UTC−4 | 18:00 UTC−4     |                                                            |                 |             | Santo Domingo Domare: Nitzar Sandoval (Nicaragua) | Santo Domingo Domare: Nitzar Sandoval (Nicaragua) |

|             | 12 oktober 2019 | Montserrat | 0 – 2           | El Salvador                              | Blakes Estate Stadium                              |                                                    |
| 22:00 UTC−4 | 22:00 UTC−4     |            | (0 – 1) Rapport | 43′ Roberto Domínguez 78′ Rodolfo Zelaya | Lookout Domare: Juan Gabriel Calderón (Costa Rica) | Lookout Domare: Juan Gabriel Calderón (Costa Rica) |
| 22:00 UTC−4 | 22:00 UTC−4     |            |                 |                                          | Lookout Domare: Juan Gabriel Calderón (Costa Rica) | Lookout Domare: Juan Gabriel Calderón (Costa Rica) |
| 22:00 UTC−4 | 22:00 UTC−4     |            |                 |                                          | Lookout Domare: Juan Gabriel Calderón (Costa Rica) | Lookout Domare: Juan Gabriel Calderón (Costa Rica) |

|             | 15 oktober 2019 | Saint Lucia | 0 – 2           | El Salvador                                 | Darren Sammy Cricket Ground                 |                                             |
| 17:00 UTC−4 | 17:00 UTC−4     |             | (0 – 0) Rapport | 68′ Rodolfo Zelaya 88′ Juan Carlos Portillo | Gros Islet Domare: Erick Lezama (Nicaragua) | Gros Islet Domare: Erick Lezama (Nicaragua) |
| 17:00 UTC−4 | 17:00 UTC−4     |             |                 |                                             | Gros Islet Domare: Erick Lezama (Nicaragua) | Gros Islet Domare: Erick Lezama (Nicaragua) |
| 17:00 UTC−4 | 17:00 UTC−4     |             |                 |                                             | Gros Islet Domare: Erick Lezama (Nicaragua) | Gros Islet Domare: Erick Lezama (Nicaragua) |

|             | 15 oktober 2019 | Dominikanska republiken | 0 – 0   | Montserrat | Estadio Olímpico Félix Sánchez                      |                                                     |
| 19:15 UTC−4 | 19:15 UTC−4     |                         | Rapport |            | Santo Domingo Domare: Raúl Castro Zuniga (Honduras) | Santo Domingo Domare: Raúl Castro Zuniga (Honduras) |
| 19:15 UTC−4 | 19:15 UTC−4     |                         |         |            | Santo Domingo Domare: Raúl Castro Zuniga (Honduras) | Santo Domingo Domare: Raúl Castro Zuniga (Honduras) |
| 19:15 UTC−4 | 19:15 UTC−4     |                         |         |            | Santo Domingo Domare: Raúl Castro Zuniga (Honduras) | Santo Domingo Domare: Raúl Castro Zuniga (Honduras) |

|             | 16 november 2019 | Saint Lucia        | 1 – 0           | Dominikanska republiken | Darren Sammy Cricket Ground                    |                                                |
| 19:00 UTC−4 | 19:00 UTC−4      | Antonio Joseph 38′ | (1 – 0) Rapport |                         | Gros Islet Domare: Jaime Herrera (El Salvador) | Gros Islet Domare: Jaime Herrera (El Salvador) |
| 19:00 UTC−4 | 19:00 UTC−4      |                    |                 |                         | Gros Islet Domare: Jaime Herrera (El Salvador) | Gros Islet Domare: Jaime Herrera (El Salvador) |
| 19:00 UTC−4 | 19:00 UTC−4      |                    |                 |                         | Gros Islet Domare: Jaime Herrera (El Salvador) | Gros Islet Domare: Jaime Herrera (El Salvador) |

|             | 16 november 2019 | El Salvador                | 1 – 0           | Montserrat | Estadio Cuscatlán                            |                                              |
| 21:00 UTC−6 | 21:00 UTC−6      | Juan Carlos Portillo 90+1′ | (0 – 0) Rapport |            | San Salvador Domare: Oliver Vergara (Panama) | San Salvador Domare: Oliver Vergara (Panama) |
| 21:00 UTC−6 | 21:00 UTC−6      |                            |                 |            | San Salvador Domare: Oliver Vergara (Panama) | San Salvador Domare: Oliver Vergara (Panama) |
| 21:00 UTC−6 | 21:00 UTC−6      |                            |                 |            | San Salvador Domare: Oliver Vergara (Panama) | San Salvador Domare: Oliver Vergara (Panama) |

|             | 19 november 2019 | Saint Lucia | 0 – 1           | Montserrat      | Darren Sammy Cricket Ground                |                                            |
| 18:30 UTC−4 | 18:30 UTC−4      |             | (0 – 1) Rapport | 35′ Nathan Pond | Gros Islet Domare: Oshane Nation (Jamaica) | Gros Islet Domare: Oshane Nation (Jamaica) |
| 18:30 UTC−4 | 18:30 UTC−4      |             |                 |                 | Gros Islet Domare: Oshane Nation (Jamaica) | Gros Islet Domare: Oshane Nation (Jamaica) |
| 18:30 UTC−4 | 18:30 UTC−4      |             |                 |                 | Gros Islet Domare: Oshane Nation (Jamaica) | Gros Islet Domare: Oshane Nation (Jamaica) |

|             | 19 november 2019 | El Salvador                               | 2 – 0           | Dominikanska republiken | Estadio Cuscatlán                                 |                                                   |
| 16:30 UTC−6 | 16:30 UTC−6      | Juan Carlos Portillo 16′ Pablo Punyed 87′ | (1 – 0) Rapport |                         | San Salvador Domare: Benjamín Pineda (Costa Rica) | San Salvador Domare: Benjamín Pineda (Costa Rica) |
| 16:30 UTC−6 | 16:30 UTC−6      |                                           |                 |                         | San Salvador Domare: Benjamín Pineda (Costa Rica) | San Salvador Domare: Benjamín Pineda (Costa Rica) |
| 16:30 UTC−6 | 16:30 UTC−6      |                                           |                 |                         | San Salvador Domare: Benjamín Pineda (Costa Rica) | San Salvador Domare: Benjamín Pineda (Costa Rica) |

### Grupp C
| Nr | Lag                 | S | V | O | F | GM | IM | MS  | P  |
| -- | ------------------- | - | - | - | - | -- | -- | --- | -- |
| 1  | Jamaica             | 6 | 5 | 1 | 0 | 21 | 1  | +20 | 16 |
| 2  | Guyana              | 6 | 3 | 1 | 2 | 12 | 10 | +2  | 10 |
| 3  | Antigua och Barbuda | 6 | 3 | 0 | 3 | 8  | 17 | −9  | 9  |
| 4  | Aruba               | 6 | 0 | 0 | 6 | 5  | 18 | −13 | 0  |

|             | 6 september 2019 | Aruba | 0 – 1           | Guyana             | Ergilio Hato Stadium                                     |                                                          |
| 19:00 UTC−4 | 19:00 UTC−4      |       | (0 – 1) Rapport | 22′ Sheldon Holder | Willemstad (Curaçao) Domare: Jaime Herrera (El Salvador) | Willemstad (Curaçao) Domare: Jaime Herrera (El Salvador) |
| 19:00 UTC−4 | 19:00 UTC−4      |       |                 |                    | Willemstad (Curaçao) Domare: Jaime Herrera (El Salvador) | Willemstad (Curaçao) Domare: Jaime Herrera (El Salvador) |
| 19:00 UTC−4 | 19:00 UTC−4      |       |                 |                    | Willemstad (Curaçao) Domare: Jaime Herrera (El Salvador) | Willemstad (Curaçao) Domare: Jaime Herrera (El Salvador) |

|             | 6 september 2019 | Jamaica                                                                                                 | 6 – 0           | Antigua och Barbuda | Montego Bay Sports Complex                  |                                             |
| 19:00 UTC−5 | 19:00 UTC−5      | Shamar Nicholson 9′, 51′ Bobby Decordova-Reid 31′ Brian Brown 67′ Leon Bailey 77′ Peter-Lee Vassell 81′ | (2 – 0) Rapport |                     | Montego Bay Domare: Oliver Vergara (Panama) | Montego Bay Domare: Oliver Vergara (Panama) |
| 19:00 UTC−5 | 19:00 UTC−5      | |                 |                     | Montego Bay Domare: Oliver Vergara (Panama) | Montego Bay Domare: Oliver Vergara (Panama) |
| 19:00 UTC−5 | 19:00 UTC−5      | |                 |                     | Montego Bay Domare: Oliver Vergara (Panama) | Montego Bay Domare: Oliver Vergara (Panama) |

|             | 9 september 2019 | Antigua och Barbuda                      | 2 – 1           | Aruba                    | Sir Vivian Richards Stadium              |                                          |
| 15:00 UTC−4 | 15:00 UTC−4      | D'Andre Bishop 8′ Tevaughn Harriette 69′ | (1 – 1) Rapport | 45+5′ Terence Groothusen | North Sound Domare: Rubiel Vazquez (USA) | North Sound Domare: Rubiel Vazquez (USA) |
| 15:00 UTC−4 | 15:00 UTC−4      |                                          |                 |                          | North Sound Domare: Rubiel Vazquez (USA) | North Sound Domare: Rubiel Vazquez (USA) |
| 15:00 UTC−4 | 15:00 UTC−4      |                                          |                 |                          | North Sound Domare: Rubiel Vazquez (USA) | North Sound Domare: Rubiel Vazquez (USA) |

|             | 9 september 2019 | Guyana | 0 – 4           | Jamaica                                     | Synthetic Track and Field Facility             |                                                |
| 19:00 UTC−4 | 19:00 UTC−4      |        | (0 – 3) Rapport | 14′, 26′ Alvas Powell 44′, 54′ Dever Orgill | Leonora Domare: William Anderson (Puerto Rico) | Leonora Domare: William Anderson (Puerto Rico) |
| 19:00 UTC−4 | 19:00 UTC−4      |        |                 |                                             | Leonora Domare: William Anderson (Puerto Rico) | Leonora Domare: William Anderson (Puerto Rico) |
| 19:00 UTC−4 | 19:00 UTC−4      |        |                 |                                             | Leonora Domare: William Anderson (Puerto Rico) | Leonora Domare: William Anderson (Puerto Rico) |

|             | 11 oktober 2019 | Antigua och Barbuda                      | 2 – 1           | Guyana             | Sir Vivian Richards Stadium                     |                                                 |
| 17:00 UTC−4 | 17:00 UTC−4     | Quinton Griffith 15′ Junior Benjamin 17′ | (2 – 0) Rapport | 50′ Emery Welshman | North Sound Domare: Keylor Herrera (Costa Rica) | North Sound Domare: Keylor Herrera (Costa Rica) |
| 17:00 UTC−4 | 17:00 UTC−4     |                                          |                 |                    | North Sound Domare: Keylor Herrera (Costa Rica) | North Sound Domare: Keylor Herrera (Costa Rica) |
| 17:00 UTC−4 | 17:00 UTC−4     |                                          |                 |                    | North Sound Domare: Keylor Herrera (Costa Rica) | North Sound Domare: Keylor Herrera (Costa Rica) |

|             | 12 oktober 2019 | Jamaica                                 | 2 – 0           | Aruba | Independence Park                             |                                               |
| 17:00 UTC−5 | 17:00 UTC−5     | Devon Williams 13′ Shamar Nicholson 89′ | (1 – 0) Rapport |       | Kingston Domare: Jorge Antonio Pérez (Mexiko) | Kingston Domare: Jorge Antonio Pérez (Mexiko) |
| 17:00 UTC−5 | 17:00 UTC−5     |                                         |                 |       | Kingston Domare: Jorge Antonio Pérez (Mexiko) | Kingston Domare: Jorge Antonio Pérez (Mexiko) |
| 17:00 UTC−5 | 17:00 UTC−5     |                                         |                 |       | Kingston Domare: Jorge Antonio Pérez (Mexiko) | Kingston Domare: Jorge Antonio Pérez (Mexiko) |

|             | 14 oktober 2019 | Guyana                                                                         | 5 – 1           | Antigua och Barbuda | Synthetic Track and Field Facility             |                                                |
| 20:00 UTC−4 | 20:00 UTC−4     | Trayon Bobb 1′, 28′ Sheldon Holder 65′ Kadell Daniel 77′ Pernell Schultz 90+3′ | (2 – 0) Rapport | 48′ D'Andre Bishop  | Leonora Domare: William Anderson (Puerto Rico) | Leonora Domare: William Anderson (Puerto Rico) |
| 20:00 UTC−4 | 20:00 UTC−4     |                                                                                |                 |                     | Leonora Domare: William Anderson (Puerto Rico) | Leonora Domare: William Anderson (Puerto Rico) |
| 20:00 UTC−4 | 20:00 UTC−4     |                                                                                |                 |                     | Leonora Domare: William Anderson (Puerto Rico) | Leonora Domare: William Anderson (Puerto Rico) |

|             | 15 oktober 2019 | Aruba | 0 – 6           | Jamaica                                                                                               | Ergilio Hato Stadium                                      |                                                           |
| 19:00 UTC−4 | 19:00 UTC−4     |       | (0 – 4) Rapport | 7′ Chavany Willis 17′, 53′ Maalique Foster 19′ Lamar Walker 34′ Shamar Nicholson 47′ Junior Flemmings | Willemstad (Curaçao) Domare: Ricardo Montero (Costa Rica) | Willemstad (Curaçao) Domare: Ricardo Montero (Costa Rica) |
| 19:00 UTC−4 | 19:00 UTC−4     |       |                 | | Willemstad (Curaçao) Domare: Ricardo Montero (Costa Rica) | Willemstad (Curaçao) Domare: Ricardo Montero (Costa Rica) |
| 19:00 UTC−4 | 19:00 UTC−4     |       |                 | | Willemstad (Curaçao) Domare: Ricardo Montero (Costa Rica) | Willemstad (Curaçao) Domare: Ricardo Montero (Costa Rica) |

|             | 15 november 2019 | Antigua och Barbuda | 0 – 2           | Jamaica                               | Sir Vivian Richards Stadium                                     |                                                                 |
| 20:00 UTC−4 | 20:00 UTC−4      |                     | (0 – 1) Rapport | 34′ Chavany Willis 58′ Ricardo Morris | North Sound Domare: Randy Encarnación (Dominikanska republiken) | North Sound Domare: Randy Encarnación (Dominikanska republiken) |
| 20:00 UTC−4 | 20:00 UTC−4      |                     |                 |                                       | North Sound Domare: Randy Encarnación (Dominikanska republiken) | North Sound Domare: Randy Encarnación (Dominikanska republiken) |
| 20:00 UTC−4 | 20:00 UTC−4      |                     |                 |                                       | North Sound Domare: Randy Encarnación (Dominikanska republiken) | North Sound Domare: Randy Encarnación (Dominikanska republiken) |

|             | 15 november 2019 | Guyana                                                     | 4 – 2           | Aruba                                  | Synthetic Track and Field Facility       |                                          |
| 21:00 UTC−4 | 21:00 UTC−4      | Matthew Briggs 7′ Callum Harriott 44′ Trayon Bobb 53′, 73′ | (2 – 2) Rapport | 2′ Glenbert Croes 22′ Gregor Breinburg | Leonora Domare: Kevin Morrison (Jamaica) | Leonora Domare: Kevin Morrison (Jamaica) |
| 21:00 UTC−4 | 21:00 UTC−4      |                                                            |                 |                                        | Leonora Domare: Kevin Morrison (Jamaica) | Leonora Domare: Kevin Morrison (Jamaica) |
| 21:00 UTC−4 | 21:00 UTC−4      |                                                            |                 |                                        | Leonora Domare: Kevin Morrison (Jamaica) | Leonora Domare: Kevin Morrison (Jamaica) |

|             | 18 november 2019 | Aruba                          | 2 – 3           | Antigua och Barbuda                                        | Ergilio Hato Stadium                                      |                                                           |
| 19:00 UTC−4 | 19:00 UTC−4      | Joshua John 20′ Noah Harms 76′ | (1 – 1) Rapport | 36′ Junior Benjamin 82′ (sjm.) Noah Harms 84′ Daniel Bowry | Willemstad (Curaçao) Domare: Jorge Antonio Pérez (Mexiko) | Willemstad (Curaçao) Domare: Jorge Antonio Pérez (Mexiko) |
| 19:00 UTC−4 | 19:00 UTC−4      |                                |                 |                                                            | Willemstad (Curaçao) Domare: Jorge Antonio Pérez (Mexiko) | Willemstad (Curaçao) Domare: Jorge Antonio Pérez (Mexiko) |
| 19:00 UTC−4 | 19:00 UTC−4      |                                |                 |                                                            | Willemstad (Curaçao) Domare: Jorge Antonio Pérez (Mexiko) | Willemstad (Curaçao) Domare: Jorge Antonio Pérez (Mexiko) |

|             | 18 november 2019 | Jamaica        | 1 – 1           | Guyana             | Montego Bay Sports Complex                      |                                                 |
| 20:00 UTC−5 | 20:00 UTC−5      | Javon East 50′ | (0 – 1) Rapport | 45′ Emery Welshman | Montego Bay Domare: Keylor Herrera (Costa Rica) | Montego Bay Domare: Keylor Herrera (Costa Rica) |
| 20:00 UTC−5 | 20:00 UTC−5      |                |                 |                    | Montego Bay Domare: Keylor Herrera (Costa Rica) | Montego Bay Domare: Keylor Herrera (Costa Rica) |
| 20:00 UTC−5 | 20:00 UTC−5      |                |                 |                    | Montego Bay Domare: Keylor Herrera (Costa Rica) | Montego Bay Domare: Keylor Herrera (Costa Rica) |

### Grupp D
| Nr | Lag                            | S | V | O | F | GM | IM | MS  | P  |
| -- | ------------------------------ | - | - | - | - | -- | -- | --- | -- |
| 1  | Surinam                        | 6 | 4 | 1 | 1 | 16 | 5  | +11 | 13 |
| 2  | Saint Vincent och Grenadinerna | 6 | 3 | 2 | 1 | 6  | 4  | +2  | 11 |
| 3  | Nicaragua                      | 6 | 2 | 1 | 3 | 9  | 11 | −2  | 7  |
| 4  | Dominica                       | 6 | 1 | 0 | 5 | 3  | 14 | −11 | 3  |

|             | 5 september 2019 | Dominica               | 1 – 2           | Surinam                  | Windsor Park                             |                                          |
| 19:00 UTC−4 | 19:00 UTC−4      | Anfernee Frederick 23′ | (1 – 1) Rapport | 7′, 90′ Gleofilo Vlijter | Roseau Domare: Jamar Springer (Barbados) | Roseau Domare: Jamar Springer (Barbados) |
| 19:00 UTC−4 | 19:00 UTC−4      |                        |                 |                          | Roseau Domare: Jamar Springer (Barbados) | Roseau Domare: Jamar Springer (Barbados) |
| 19:00 UTC−4 | 19:00 UTC−4      |                        |                 |                          | Roseau Domare: Jamar Springer (Barbados) | Roseau Domare: Jamar Springer (Barbados) |

|             | 5 september 2019 | Nicaragua              | 1 – 1           | Saint Vincent och Grenadinerna | Nicaragua National Football Stadium                  |                                                      |
| 18:00 UTC−6 | 18:00 UTC−6      | Jamal Yorke 87′ (sjm.) | (0 – 1) Rapport | 45+2′ Oalex Anderson           | Managua Domare: Walter López Castellanos (Guatemala) | Managua Domare: Walter López Castellanos (Guatemala) |
| 18:00 UTC−6 | 18:00 UTC−6      |                        |                 |                                | Managua Domare: Walter López Castellanos (Guatemala) | Managua Domare: Walter López Castellanos (Guatemala) |
| 18:00 UTC−6 | 18:00 UTC−6      |                        |                 |                                | Managua Domare: Walter López Castellanos (Guatemala) | Managua Domare: Walter López Castellanos (Guatemala) |

|             | 8 september 2019 | Saint Vincent och Grenadinerna | 1 – 0           | Dominica | Arnos Vale Stadium                          |                                             |
| 15:00 UTC−4 | 15:00 UTC−4      | Chavel Cunningham 45+2′        | (1 – 0) Rapport |          | Arnos Vale Domare: Sherwin Johnson (Guyana) | Arnos Vale Domare: Sherwin Johnson (Guyana) |
| 15:00 UTC−4 | 15:00 UTC−4      |                                |                 |          | Arnos Vale Domare: Sherwin Johnson (Guyana) | Arnos Vale Domare: Sherwin Johnson (Guyana) |
| 15:00 UTC−4 | 15:00 UTC−4      |                                |                 |          | Arnos Vale Domare: Sherwin Johnson (Guyana) | Arnos Vale Domare: Sherwin Johnson (Guyana) |

|             | 8 september 2019 | Surinam                                                                 | 6 – 0           | Nicaragua | André Kamperveen Stadion                   |                                            |
| 19:00 UTC−3 | 19:00 UTC−3      | Gleofilo Vlijter 9′, 11′, 30′, 65′ Donnegy Fer 13′ Ivenzo Comvalius 85′ | (4 – 0) Rapport |           | Paramaribo Domare: Bryan López (Guatemala) | Paramaribo Domare: Bryan López (Guatemala) |
| 19:00 UTC−3 | 19:00 UTC−3      |                                                                         |                 |           | Paramaribo Domare: Bryan López (Guatemala) | Paramaribo Domare: Bryan López (Guatemala) |
| 19:00 UTC−3 | 19:00 UTC−3      |                                                                         |                 |           | Paramaribo Domare: Bryan López (Guatemala) | Paramaribo Domare: Bryan López (Guatemala) |

|             | 11 oktober 2019 | Saint Vincent och Grenadinerna      | 2 – 2           | Surinam                   | Arnos Vale Stadium                                      |                                                         |
| 15:00 UTC−4 | 15:00 UTC−4     | Cornelius Stewart 58′, 90+5′ (str.) | (0 – 1) Rapport | 26′, 53′ Gleofilo Vlijter | Arnos Vale Domare: Walter López Castellanos (Guatemala) | Arnos Vale Domare: Walter López Castellanos (Guatemala) |
| 15:00 UTC−4 | 15:00 UTC−4     |                                     |                 |                           | Arnos Vale Domare: Walter López Castellanos (Guatemala) | Arnos Vale Domare: Walter López Castellanos (Guatemala) |
| 15:00 UTC−4 | 15:00 UTC−4     |                                     |                 |                           | Arnos Vale Domare: Walter López Castellanos (Guatemala) | Arnos Vale Domare: Walter López Castellanos (Guatemala) |

|             | 11 oktober 2019 | Nicaragua                                  | 3 – 1           | Dominica          | Nicaragua National Football Stadium        |                                            |
| 20:00 UTC−6 | 20:00 UTC−6     | Carlos Chavarría 7′, 41′ Ulises Rayo 90+1′ | (2 – 0) Rapport | 90+3′ Julian Wade | Managua Domare: Nelson Salgado (Nicaragua) | Managua Domare: Nelson Salgado (Nicaragua) |
| 20:00 UTC−6 | 20:00 UTC−6     |                                            |                 |                   | Managua Domare: Nelson Salgado (Nicaragua) | Managua Domare: Nelson Salgado (Nicaragua) |
| 20:00 UTC−6 | 20:00 UTC−6     |                                            |                 |                   | Managua Domare: Nelson Salgado (Nicaragua) | Managua Domare: Nelson Salgado (Nicaragua) |

|             | 14 oktober 2019 | Surinam | 0 – 1           | Saint Vincent och Grenadinerna | André Kamperveen Stadion                   |                                            |
| 15:00 UTC−4 | 15:00 UTC−4     |         | (0 – 0) Rapport | 68′ Cornelius Stewart          | Paramaribo Domare: Oliver Vergara (Panama) | Paramaribo Domare: Oliver Vergara (Panama) |
| 15:00 UTC−4 | 15:00 UTC−4     |         |                 |                                | Paramaribo Domare: Oliver Vergara (Panama) | Paramaribo Domare: Oliver Vergara (Panama) |
| 15:00 UTC−4 | 15:00 UTC−4     |         |                 |                                | Paramaribo Domare: Oliver Vergara (Panama) | Paramaribo Domare: Oliver Vergara (Panama) |

|             | 14 oktober 2019 | Dominica | 0 – 4           | Nicaragua                                                                 | Windsor Park                                        |                                                     |
| 20:00 UTC−3 | 20:00 UTC−3     |          | (0 – 1) Rapport | 42′ Carlos Chavarría 71′, 84′ (str.) Byron Bonilla 90+2′ Ricardo Mendieta | Roseau Domare: Kimbell Ward (Saint Kitts och Nevis) | Roseau Domare: Kimbell Ward (Saint Kitts och Nevis) |
| 20:00 UTC−3 | 20:00 UTC−3     |          |                 |                                                                           | Roseau Domare: Kimbell Ward (Saint Kitts och Nevis) | Roseau Domare: Kimbell Ward (Saint Kitts och Nevis) |
| 20:00 UTC−3 | 20:00 UTC−3     |          |                 |                                                                           | Roseau Domare: Kimbell Ward (Saint Kitts och Nevis) | Roseau Domare: Kimbell Ward (Saint Kitts och Nevis) |

|             | 15 november 2019 | Saint Vincent och Grenadinerna | 1 – 0           | Nicaragua | Arnos Vale Stadium                      |                                         |
| 15:00 UTC−4 | 15:00 UTC−4      | Jahvin Sutherland 60′          | (0 – 0) Rapport |           | Arnos Vale Domare: Reon Radix (Grenada) | Arnos Vale Domare: Reon Radix (Grenada) |
| 15:00 UTC−4 | 15:00 UTC−4      |                                |                 |           | Arnos Vale Domare: Reon Radix (Grenada) | Arnos Vale Domare: Reon Radix (Grenada) |
| 15:00 UTC−4 | 15:00 UTC−4      |                                |                 |           | Arnos Vale Domare: Reon Radix (Grenada) | Arnos Vale Domare: Reon Radix (Grenada) |

|             | 15 november 2019 | Surinam                                          | 4 – 0           | Dominica | André Kamperveen Stadion                    |                                             |
| 21:30 UTC−3 | 21:30 UTC−3      | Dimitrie Apai 15′, 88′ Gleofilo Vlijter 60′, 74′ | (1 – 0) Rapport |          | Paramaribo Domare: Sherwin Johnson (Guyana) | Paramaribo Domare: Sherwin Johnson (Guyana) |
| 21:30 UTC−3 | 21:30 UTC−3      |                                                  |                 |          | Paramaribo Domare: Sherwin Johnson (Guyana) | Paramaribo Domare: Sherwin Johnson (Guyana) |
| 21:30 UTC−3 | 21:30 UTC−3      |                                                  |                 |          | Paramaribo Domare: Sherwin Johnson (Guyana) | Paramaribo Domare: Sherwin Johnson (Guyana) |

|             | 18 november 2019 | Dominica          | 1 – 0           | Saint Vincent och Grenadinerna | Windsor Park                            |                                         |
| 16:00 UTC−6 | 16:00 UTC−6      | Audel Laville 71′ | (0 – 0) Rapport |                                | Roseau Domare: Ricangel de Leça (Aruba) | Roseau Domare: Ricangel de Leça (Aruba) |
| 16:00 UTC−6 | 16:00 UTC−6      |                   |                 |                                | Roseau Domare: Ricangel de Leça (Aruba) | Roseau Domare: Ricangel de Leça (Aruba) |
| 16:00 UTC−6 | 16:00 UTC−6      |                   |                 |                                | Roseau Domare: Ricangel de Leça (Aruba) | Roseau Domare: Ricangel de Leça (Aruba) |

|             | 18 november 2019 | Nicaragua             | 1 – 2           | Surinam                                    | Nicaragua National Football Stadium         |                                             |
| 21:00 UTC−4 | 21:00 UTC−4      | Rigoberto Fuentes 60′ | (0 – 1) Rapport | 21′ Ivenzo Comvalius 53′ Nigel Hasselbaink | Managua Domare: Patrick Senecharles (Haiti) | Managua Domare: Patrick Senecharles (Haiti) |
| 21:00 UTC−4 | 21:00 UTC−4      |                       |                 |                                            | Managua Domare: Patrick Senecharles (Haiti) | Managua Domare: Patrick Senecharles (Haiti) |
| 21:00 UTC−4 | 21:00 UTC−4      |                       |                 |                                            | Managua Domare: Patrick Senecharles (Haiti) | Managua Domare: Patrick Senecharles (Haiti) |

## Anmärkningslista
1. ↑  Concacaf tilldelade Franska Guyana segern med 3–0, då Belize inte rapporterade att man hade problem med transporten till matchen.